# Fairview Township (Allamakee County, Iowa)
Die Fairview Township ist eine von 18 Townships im Allamakee County im Nordosten des US-amerikanischen Bundesstaates Iowa. Bei der Volkszählung im Jahr 2010 hatte die Township 240 Einwohner.

## Geographie
Die Fairview Township liegt im äußersten Südwesten des Allamakee County und grenzt im Osten an den Mississippi, der die Grenze zu Wisconsin bildet. Die Township erstreckt sich über 66,21 km², die sich auf 62, km² Land- und 3,40 km² Wasserfläche verteilen.
Die Fairview Township enthält keine selbstverwaltete Gemeinde oder Stadt.